# 후아나 (카스티야)
후아나(스페인어: Juana, 1479년 11월 6일 ~ 1555년 4월 12일)는 카스티야와 레온의 여왕, 아라곤 여왕, 나폴리 여왕, 시칠리아 여왕, 부르고뉴 공작 부인이었으나 심한 정신질환으로 인해 실제 통치권을 행사하지 못했다. 별명은 '광녀 후아나'이며, 1506년 남편 펠리페 1세가 사망한 후 광증이 심해졌는데, 이로 인해 1509년부터 1555년 죽을 때까지 40년을 넘는 기간 동안 수도원에 유폐되어 지냈다.
1497년 오빠 후안 왕자 사망, 1498년 언니 이사벨 사망 그리고 언니 이사벨의 어린 아들 미겔(Miguel) 왕자가 사망함으로써 에스파냐왕국의 왕위 계승 1순위가 되었다. 1504년 11월 어머니 이사벨 1세가 사망하자 카스티야 여왕을 계승하였다.  왕국 통치는 아버지 페르난도 2세와 남편 필리프 1세 그리고 아들 카를 5세가 하였으며 명목상 여왕의 자리를 유지하였다. 후아나의 여동생은 잉글랜드 헨리 8세(1491~1547)와 결혼한 캐서린이다.

## 생애

### 결혼
후아나는 카스티야의 이사벨 1세와 아라곤의 페르난도 2세의 차녀로 태어났다. 1494년 프랑스의 샤를 8세가 이탈리아를 침공하여 반도를 유린하자 스페인과 합스부르크는 위기의식을 가지게 되었다. 중앙집권을 통해 강대국이된 프랑스를 견제하기 위해 동맹의 필요성을 느낀 두 왕국은 혼인을 추진하였다.
1495년, 후아나는 합스부르크 왕가의 펠리페와 약혼하였다. 실제로 펠리페와 후아나가 직접 만난건 결혼식 전날인데, 둘은 서로를 처음 보자 반하였으며 성직자들에게 결혼식을 최대한 빠른 시일로 잡아주길 부탁하였다. 1496년 10월 20일 벨기에 리드에서 결혼식이 열렸다. 그러나, 펠리페는 결혼 후에도 여러 정부와 어울리는 등, 후아나의 심기를 건드렸고 1503년부터는 광증을 보이기 시작했다. 후아나의 성격을 포악하게 변해갔으며, 주술이나 마법등에 빠지게 되었다.

### 스페인과 연합 왕국의 상속자
왕세자인 오빠 후안(1478–1497)이 막시밀리안 1세의 딸인 마르가레테(1480-1530)와 결혼후 6개월만에 사망했으며 장녀인 언니 이사벨 역시 미겔 왕자를 낳다가 1498년에 사망하였다. 언니 이사벨이 낳은 조카 미겔 역시 얼마 지나지 않아 죽어버린다. 이로써, 후아나는 카스티야-레온 연합 왕국과 아라곤 왕국, 나폴리 왕국, 시칠리아 왕국, 멕시코, 페루, 카리브 제도의 상속자가 된다.

### 명목상의 여왕 후아나
1504년, 어머니인 이사벨라 여왕이 사망하자, 그녀는 카스티야와 레온의 여왕, 나폴리 여왕으로 선포된다. 그러나 아버지인 페르난도 2세와 부군인 펠리페는 후아나가 정신이 온전치 못하다는 것을 이유로, 서로 섭정이 되려 하였다. 카스티야 의회는 그녀의 남편 펠리페를 섭정으로 삼았으나 1506년 9월 24일, 펠리페가 사망해 페르난도 2세가 섭정하게 된다. 1년 뒤인 1507년에는 페르난도 2세에 의해서 토르데시야스 성에 감금당하는데, 이후 그녀는 1555년 4월 12일 사망하는 날까지 토르데시야스에 있는 산타클라라 수도원에서 생활하게 된다.
페르난도 2세가 사망한 후에 그녀는 아라곤 왕국 등 페르난도 2세가 갖고 있던 왕관도 상속받는다. 그러나 그녀의 아들 카를로스가 페르난도 2세의 뒤를 이어 명목상으로는 후아나와 공동 통치자로서 실권을 가졌기에, 그녀는 실권없는 여왕이었다.

## 작위
- 1504년 11월 26일~1555년 4월 12일: 카스티야와 레온의 여왕
- 1504년 11월 26일~1555년 4월 12일: 나폴리 여왕
- 1516년 1월 23일~1555년 4월 12일 : 아라곤 여왕
- 1516년 1월 23일~1555년 4월 12일 : 시칠리아 여왕
- 1496년 10월~1506년 9월 25일: 부르고뉴 공작 부인
- 1496년 10월~1506년 9월 25일: 브라반트 공작 부인
- 1496년 10월~1506년 9월 25일: 림부르크 공작 부인
- 1496년 10월~1506년 9월 25일: 로디언 공작 부인
- 1496년 10월~1506년 9월 25일: 룩셈부르크 공작 부인
- 1496년 10월~1506년 9월 25일: 나뮈르 후작 부인
- 1496년 10월~1506년 9월 25일: 플라틴 부르고뉴 백작 부인
- 1496년 10월~1506년 9월 25일: 아르투아 백작 부인
- 1496년 10월~1506년 9월 25일: 샤롤레 백작 부인
- 1496년 10월~1506년 9월 25일: 플랑드르 백작 부인
- 1496년 10월~1506년 9월 25일: 하이놀트 백작 부인
- 1496년 10월~1506년 9월 25일: 네덜란드 백작 부인
- 1496년 10월~1506년 9월 25일: 지란트 백작 부인